# Senat Wedemeier I
Der Senat Wedemeier I amtierte vom 18. September 1985 bis 15. Oktober 1987 als Bremer Landesregierung.
| Amt                                                   | Name                                  | Partei | Partei |
| ----------------------------------------------------- | ------------------------------------- | ------ | ------ |
| Bremer Bürgermeister und Präsident des Senats         | Klaus Wedemeier                       |        | SPD    |
| kirchliche Angelegenheiten                            | Klaus Wedemeier                       |        | SPD    |
| Stellvertretender Präsident des Senats, Bürgermeister | Henning Scherf                        | SPD    |        |
| Jugend und Soziales                                   | Henning Scherf                        | SPD    |        |
| Inneres                                               | Volker Kröning                        | SPD    |        |
| Rechtspflege, Strafvollzug und Bundesangelegenheiten  | Wolfgang Kahrs                        | SPD    |        |
| Finanzen                                              | Claus Grobecker                       | SPD    |        |
| Bau                                                   | Bernd Meyer                           | SPD    |        |
| Häfen, Schifffahrt und Verkehr                        | Oswald Brinkmann                      | SPD    |        |
| Wirtschaft und Außenhandel                            | Werner Lenz                           | SPD    |        |
| Gesundheit und Sport                                  | Herbert Brückner bis 31. Januar 1987  | SPD    |        |
| Gesundheit und Sport                                  | Henning Scherf geschäftsführend       | SPD    |        |
| Umweltschutz                                          | Eva-Maria Lemke                       | SPD    |        |
| Bildung, Wissenschaft und Kunst                       | Horst Werner Franke                   | SPD    |        |
| Arbeit                                                | Claus Grobecker bis 31. Dezember 1985 | SPD    |        |
| Arbeit                                                | Eva-Maria Lemke                       | SPD    |        |